# 李雷 (少将)
李雷，男性中共黨員，中共政治人物丶軍事人物丶中國人民解放軍少將
曾任第40集团军军长丶黑龍江省军区司令員，以及中共黑龍江省委 第十一屆省委常委
1. ↑  .   [2022-06-07]. （原始内容存档于2022-06-07）.
2. ↑  李雷少将接棒盛斌任黑龙江省军区司令，邱月潮任参谋长